# Número de telèfon

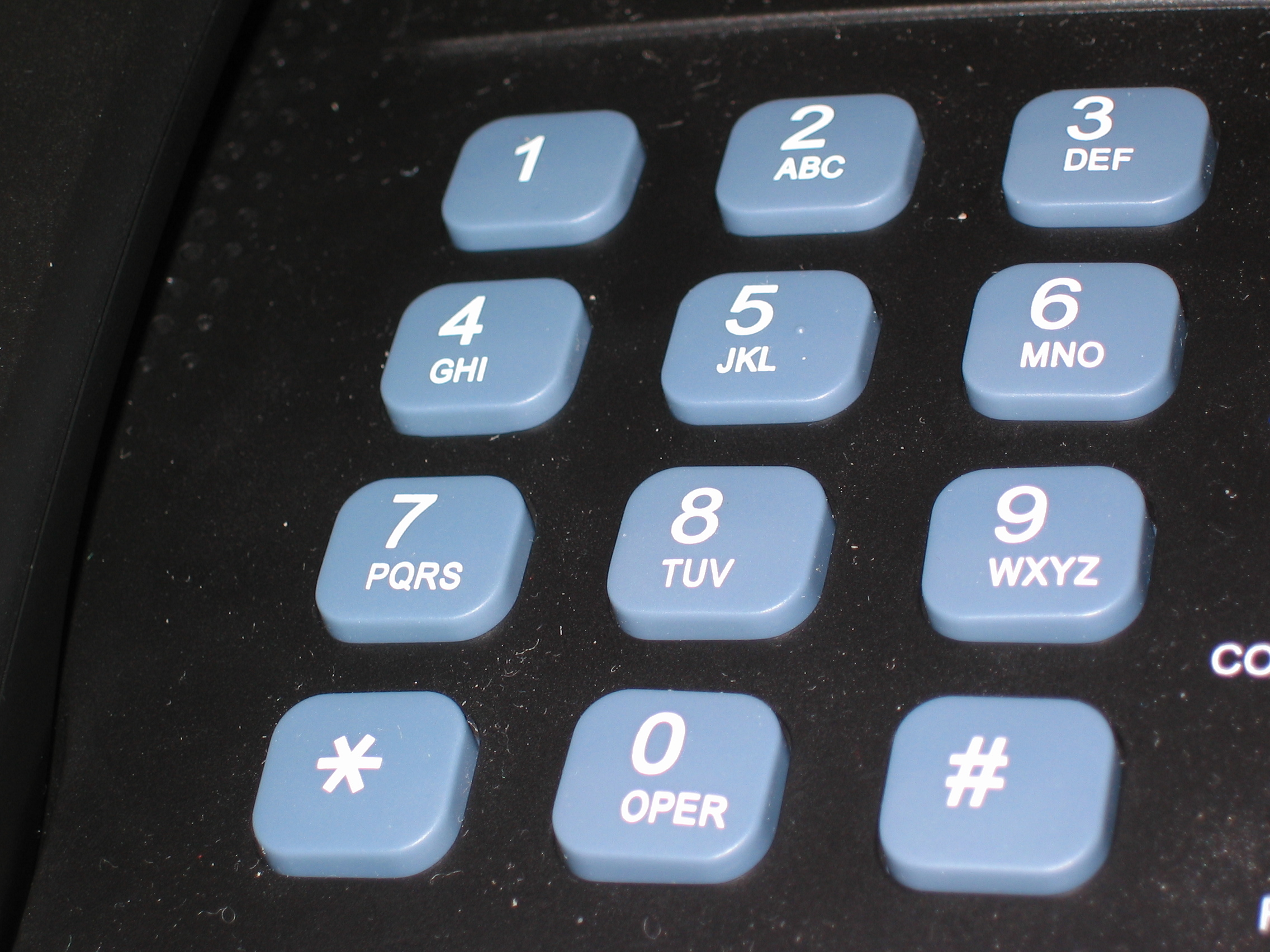
Teclat per marcatge telefònic

Telèfon d'emergència

La majoria dels països han fixat la longitud dels números, almenys per a les línies normals, de manera que els equips terminals poden determinar la longitud necessària del número de telèfon que s'està marcant. També és possible que cada client tingui un conjunt de números més curts per a les destinacions més freqüents de les seves trucades. Aquests números de marcatge abreujat són traduïts automàticament a números de telèfon únics abans d'establir la trucada. Alguns serveis especials poden tenir números curts; és el cas d'alguns números d'urgències com el 112 o 911 i altres que depenen del país o la regió. Molts sistemes també permeten les trucades dins d'una àrea local sense marcar el prefix local.

## Números internacionals

Codis locals de Polonia

La majoria de les xarxes telefòniques actuals estan interconnectades a la xarxa telefònica internacional, on el format dels números de telèfon està estandarditzat per ITU-T en la recomanació E.164, que especifica que el número complet ha de constar d'un màxim de 15 dígits i començar per un prefix nacional. En la majoria dels països, aquest prefix nacional és seguit per un prefix de zona o de ciutat, i pel número d'abonat, que pot contenir el codi d'una central telefònica concreta. La recomanació E.123 de la ITU-T descriu com representar un número de telèfon internacional per escrit, començant amb un signe més ("+") i el codi de país. Per establir una trucada amb un número internacional des d'una línia fixa, el "+"ha de ser substituït pel prefix internacional del país que origina la trucada. Els mòbils sí permeten la introducció del "+"directament.
El pla de numeració telefònica i el seu repartiment entre els diferents operadors estan controlats pels respectius governs, ja sigui directament o a través d'organitzacions delegades.
Abans que s'estableixi una trucada telefònica, el número de telèfon ha de ser marcat per l'abonat que truca. En certs casos, l'abonat que rep la trucada pot tenir un dispositiu que mostri el número de telèfon sense contestar la trucada.

## Codis alfanumèrics
Per recordar fàcilment números de telèfon de vegades s'utilitzen phonewords (de l'anglès phone words, "paraules de telèfon"), que són codis que utilitzen tant números com lletres. P.e. el Canal d'Isabel II utilitza per atendre als seus clients el codi 9000CANAL, equivalent al número de telèfon 900022625.